# 한국조선해양기자재연구원
한국조선해양기자재연구원(韓國造船海洋機資材硏究院)은 산·학·연·관의 유기적인 협조 체제를 구축하여 조선해양기자재 및 관련 부품 산업의 기술혁신에 필요한 연구개발을 수행함으로써 조선해양기자재 산업의 국제경쟁력제고에 이바지하기 위하여 설립된 재단법인이다.

## 설립 근거
- 산업기술혁신 촉진법[2]

## 연혁
- 1994년 1월 조선해양기자재연구센터 설립(한국해양대학교 內)
- 2001년 12월 한국조선기자재연구원 산업자원부 법인설립허가 취득
- 2002년 3월 산업자원부 부품·소재 신뢰성 평가기관 지정
- 2002년 4월 해양수산부 형식승인시험기관 명칭 변경
- 2003년 10월 녹산연구원 착공
- 2004년 6월 영도연구원 착공 (부산광역시 영도구), 녹산연구원 준공 (녹산산업단지 소재)
- 2004년 12월 영도연구원 준공
- 2007년 9월 4본부 2팀 조직편제 개편(본부 체제 전환)
- 2008년 10월 선박용 전자장비시험인증센터 개소
- 2009년 5월 전남분원 설립
- 2010년 1월 경남분원 설립
- 2011년 4월 한국조선해양기자재연구원으로 명칭 변경[3]
- 2011년 6월 전북분원 설립
- 2012년 3월 해양플랜트기자재 시험인증센터 개소
- 2012년 12월 울산분원 개소식[4]
- 2016년 6월 성능고도화 시험연구센터 개소
- 2016년 7월 KOMERI 선박평형수 육상시험설비 준공
- 2018년 4월 조선해양기자재 장수명 기술지원센터 개소
- 2018년 7월 7본부 5실 조직편제 개편(지역별 본부기능 재편 및 실별 기능 조정)
- 2018년 8월 중소기업기술혁신대전 국무총리상 수상
- 2018년 9월 국제조선해양산업전 참가
- 2019년 6월 전남본부 소형선박해상시험지원센터 준공
- 2019년 8월 한-러 해양기자재센터 개소

## 조직
- 경영정책위원회
- 예산결산위원회
- 자문위원회
- 기획조정실
- 경영전략실
- 기술전략실
- 사업협력실

### 하부 기관
- 부산연구본부
- 부산녹산본부
- 부산미음본부
- 울산본부
- 경남본부
- 전남본부
- 전북본부